# Мигрон (Франция)
Мигро́н (фр. Migron) — коммуна во Франции, находится в регионе Пуату — Шаранта. Департамент коммуны — Приморская Шаранта. Входит в состав кантона Бюри. Округ коммуны — Сент.
Код INSEE коммуны — 17235.

## Население
Население коммуны на 2010 год составляло 683 человека.
| 1962 | 1968 | 1975 | 1982 | 1990 | 1999 | 2010 |
| ---- | ---- | ---- | ---- | ---- | ---- | ---- |
| 636  | 667  | 750  | 762  | 740  | 636  | 683  |